# Commissione filippina per i crimini di guerra
La Commissione filippina per i crimini di guerra (in filippino: Komisyon ng mga Krimen sa Digmaan ng Pilipinas) fu creata alla fine del 1945 dal generale Douglas MacArthur, come comandante supremo delle potenze alleate, per indagare sui crimini di guerra commessi dall'esercito imperiale e dalla marina imperiale giapponese durante l'invasione, l'occupazione e la liberazione delle Filippine. L'indagine della Commissione portò all'estradizione, al processo e alla condanna degli imputati di classe A, classe B e classe C a Manila, Tokyo e in altre città dell'Asia orientale e sudorientale attraverso il Tribunale militare internazionale per l'Estremo Oriente.

## Contesto storico

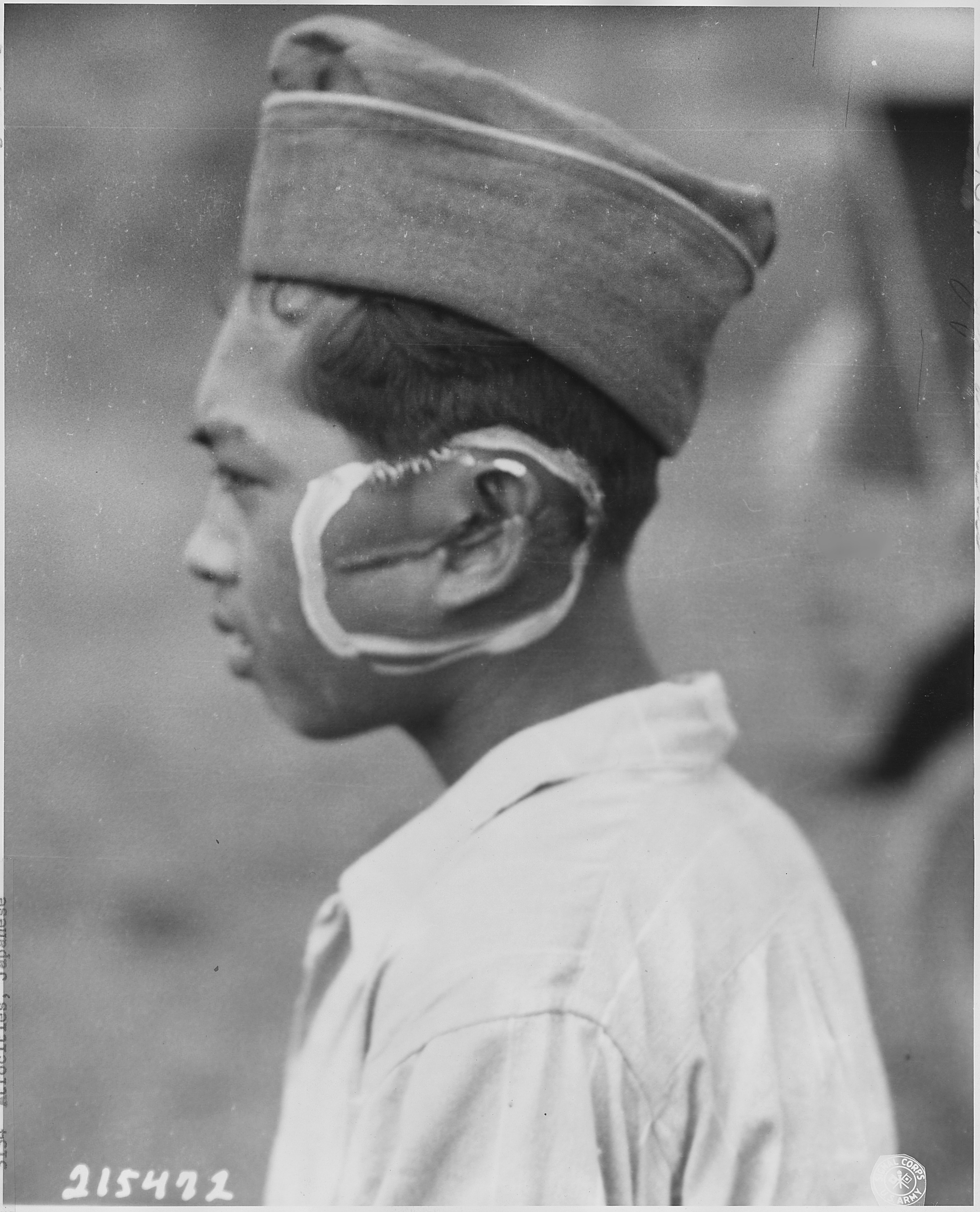
Una cicatrice sul viso e sull'orecchio di un giovane ragazzo filippino, risultato della mutilazione inflitta dai soldati giapponesi.

Durante l'invasione delle Filippine del dicembre 1941, la quattordicesima armata giapponese guidata dal generale Honma e la terza flotta della marina imperiale giapponese attraversarono l'isola filippina di Luzon. Alle forze armate degli Stati Uniti in Estremo Oriente, guidate dal generale Douglas MacArthur, fu ordinato di ripiegare su Bataan e sull'isola di Corregidor nell'ambito del Piano Orange.
I difensori americani e filippini opposero un'ostinata resistenza contro le forze giapponesi nella battaglia di Bataan e ritardarono il calendario dell'espansione giapponese nel sud-est asiatico e in Australia. Dopo cinque mesi di resistenza, con scorte limitate di cibo, munizioni e medicine, le forze di Bataan comandate dal maggiore generale Edward P. King si arresero il 9 aprile 1945 al generale Honma, risultò la più grande capitolazione dell'esercito degli Stati Uniti. 80.000 uomini, tra americani e filippini, si arresero alle forze giapponesi e i giapponesi li impegnarono nella tristemente famosa marcia della morte di Bataan, dove circa in 15.000 morirono per caldo, stanchezza, abusi o esecuzioni sommarie. Il giorno successivo, alcune unità dell'esercito giapponese commisero il massacro del fiume Pantingan, dove 600 ufficiali della 91ª divisione di fanteria dell'esercito filippino furono giustiziati sommariamente con l'uso delle spade. Tra i prigionieri sopravvissuti alla marcia e che raggiunsero il campo di prigionia di Camp O'Donnell, la malnutrizione, le malattie, i maltrattamenti e gli abusi provocarono la morte di altri 20.000 prigionieri di guerra.

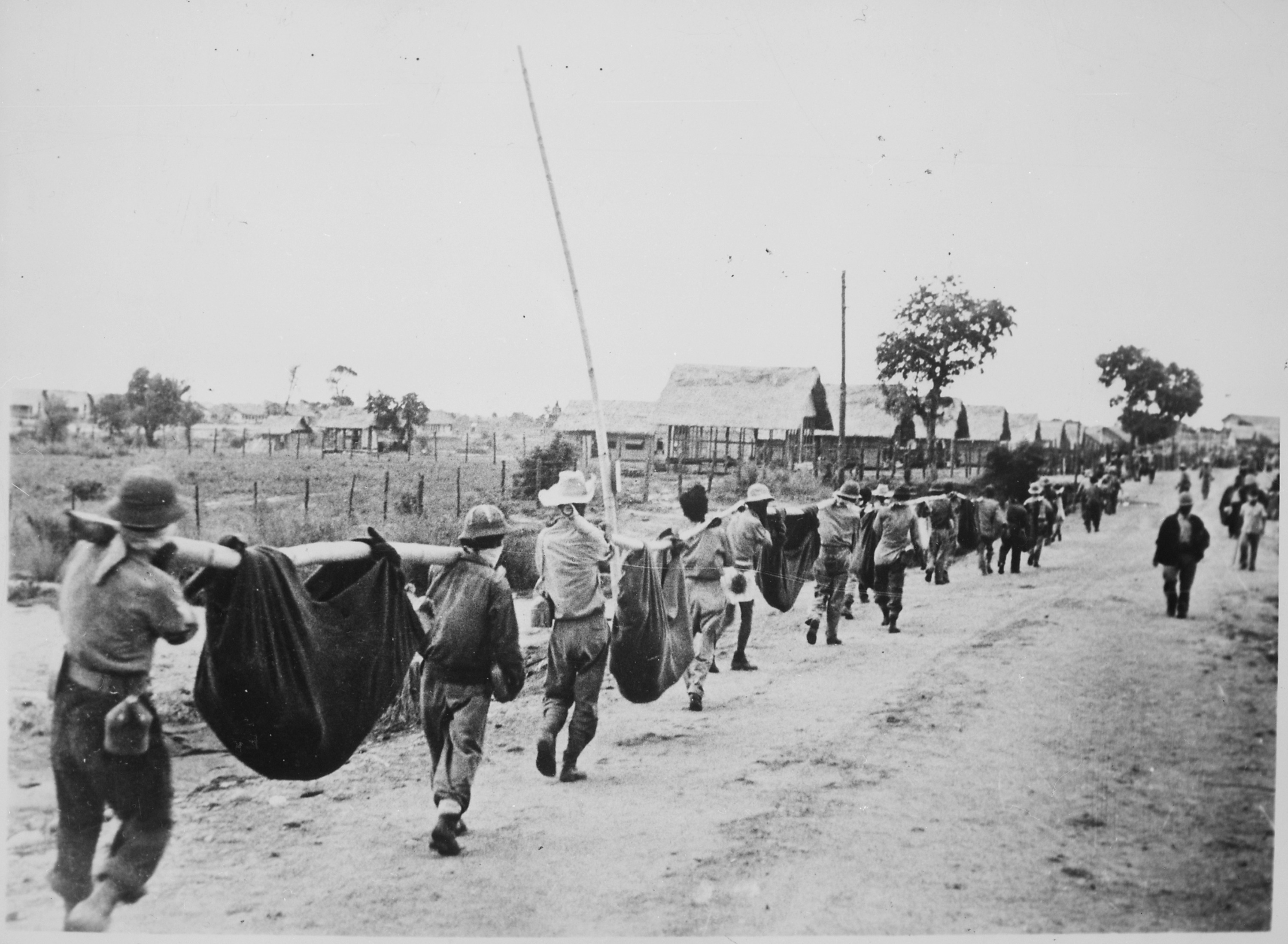
Una colonna di prigionieri di guerra americani e filippini che trasportano i loro compagni caduti durante la marcia della morte di Bataan, marzo 1942.

I prigionieri di guerra filippini furono rilasciati nell'agosto 1942, mentre i prigionieri di guerra americani furono distribuiti tra gli altri campi di prigionia del paese e costretti ai lavori forzati, impiegati nella costruzione di aeroporti, ferrovie, basi e altre opere civili. Alcuni prigionieri di guerra furono successivamente trasportati in Cina, a Taiwan o nelle isole del Giappone per essere usati come scudi umani o messi ai lavori forzati.
Durante l'occupazione giapponese delle Filippine, furono registrate numerose atrocità contro i funzionari del governo locale, tra cui l'esecuzione dell'ex presidente della Corte Suprema José Abad Santos e del sindaco di Daet Wenceslao Vinzons. Ci furono anche un certo numero di ex ufficiali militari giustiziati come il generale di brigata Vicente Lim e l'ex capo della divisione di intelligence della polizia filippina, il tenente colonnello Alejo Valdes, fratello del capo di stato maggiore dell'esercito filippino Basilio Valdes. I diplomatici dell'ambasciata cinese furono massacrati e sepolti nel cimitero cinese di Manila. Anche i civili non furono risparmiati poiché la polizia militare giapponese, la Kempeitai, li sottopose a torture o a esecuzioni sommarie senza processo, solo perché sospettati di essere sostenitore delle forze di guerriglia anti-giapponesi, o in disaccordo con le organizzazioni filippine filo-giapponesi, come i Makapili. L'esercito giapponese costrinse sistematicamente le giovani donne e le ragazze filippine alla schiavitù sessuale, furono definite "donne di conforto".

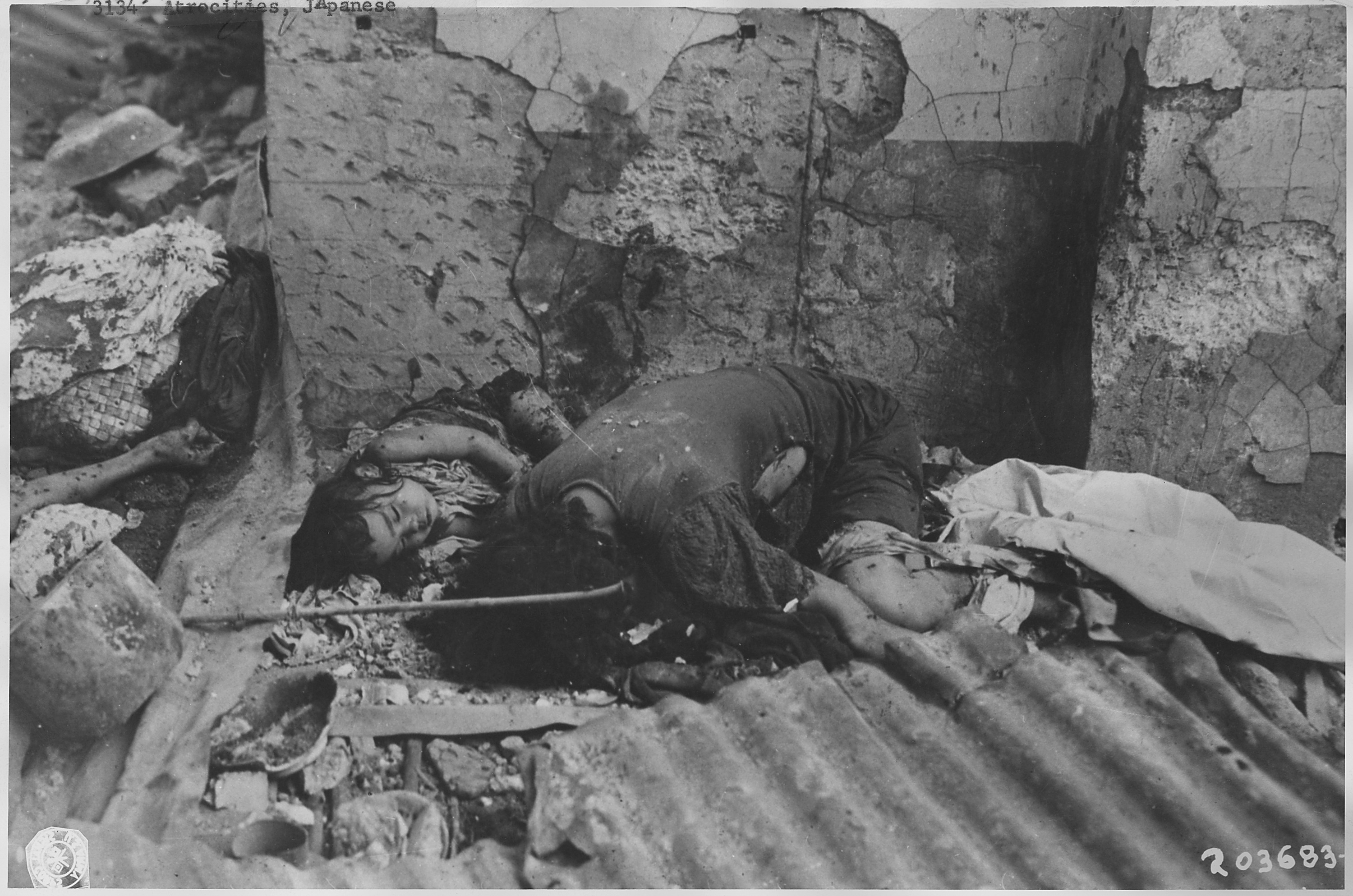
Una donna filippina e un bambino uccisi nel massacro di Manila, 1945.

Dei quattro governatori militari giapponesi delle Filippine, tre furono processati e condannati per crimini di guerra. Il generale Shizuichi Tanaka, governatore militare delle Filippine dal giugno 1942 al maggio 1943, si suicidò verso la fine della guerra e non poté essere processato. Nel 1944, durante la campagna delle Filippine, anche le forze giapponesi sotto il comando del generale Tomoyuki Yamashita perpetrarono attacchi e massacri contro la popolazione civile. Durante la battaglia di Manila, i soldati giapponesi furono protagonisti delle atrocità contro i civili filippini, nel cosiddetto massacro di Manila, per un totale di civili uccisi di almeno 100.000 persone. Il comandante delle unità giapponesi responsabili del massacro fu il contrammiraglio Sanji Iwabuchi. Sebbene fossero le unità dell'ammiraglio Iwabuchi ad essere colpevoli, Yamashita fu condannato come criminale di guerra per il massacro di Manila nonostante Yamashita avesse precedentemente ordinato a Iwabuchi di evacuare Manila. Lo stesso Iwabuchi sfuggì alla giustizia e si suicidò di fronte all'imminente sconfitta verso la fine della battaglia.
Il giorno successivo alla resa del Giappone, il capo della Sezione traduttori e interpreti alleati, il colonnello Sidney Mashbir, affrontò Katsuo Okazaki del Ministero degli Affari Esteri e gli presentò le prove raccolte dalla Commissione sui massacri avvenuti nelle Filippine.
L'ex pubblico ministero e autore dei crimini di guerra Allan Ryan sostenne che non c'erano abbastanza prove nei confronti di Yamashita che dimostrassero la colpevolezza dei crimini a Manila, che non avesse dato ordine ad altri di compierli, che non fosse in grado di prevenirli, o addirittura che non sospettasse cosa stesse per accadere. La sentenza definitiva, che riteneva il comandante responsabile dei crimini di guerra dei subordinati fintanto che il comandante non tentò di scoprirli e impedirne il verificarsi, divenne nota come la Norma Yamashita. Il problema nell'argomentazione di Ryan, incentrata solo sul massacro di Manila, fu che ignorava completamente i numerosi crimini di guerra e le atrocità commesse dai soldati dell'esercito di Yamashita fuori Manila (episodi che nessun marinaio e marines della Marina avevano commesso), rendendoli così responsabilità proprio di Yamashita che fu ritenuto responsabile dei numerosi crimini di guerra e che, secondo l'accusa, costituirono una campagna sistematica per torturare e uccidere i civili filippini e i prigionieri di guerra alleati, come dimostrato nel massacro di Palawan dei 139 prigionieri di guerra statunitensi, nelle esecuzioni sfrenate di guerriglieri, soldati e civili senza giusto processo come successo per il generale dell'esercito filippino Vicente Lim e nel massacro di 25.000 civili nella provincia di Batangas.
Al di fuori del massacro di Manila, questi crimini furono commessi dall’esercito giapponese e non dalla marina. Si sostenne che Yamashita fosse al pieno comando della Kempeitai, la polizia militare segreta dell'esercito giapponese, che commise i numerosi crimini di guerra contro prigionieri di guerra e internati civili; il generale annuì semplicemente, senza protestare, quando i suoi subordinati del Kempeitai gli chiesero di giustiziare quelle persone anche senza un giusto processo perché erano troppi prigionieri per condurre dei processi veri e propri.
La seconda guerra mondiale nelle Filippine provocò la morte di circa 530.000-1.000.000 di filippini, per lo più civili.

## Attività
La Commissione fu guidata dall'ex giudice e futuro procuratore generale Manuel Lim, che in seguito divenne anche uno dei procuratori aggiunti durante i processi contro i generali Masaharu Honma e Tomoyuki Yamashita. Lim si avvalse dell'aiuto della Sezione investigativa sui crimini di guerra dello SCAP e coinvolse più di 100 militari e altro personale legale. Lim indagò su più di 300 persone e 600 casi, intervistando migliaia di testimoni.
La Commissione non va confusa con l'Ufficio nazionale per i crimini di guerra del Commonwealth delle Filippine di Manila, istituito dal presidente Sergio Osmeña nel 1945. Intorno al 1948, i condannati non ancora giustiziati furono tutti trasferiti sotto la custodia filippina e furono rilasciati grazie all'amnistia di Elpidio Quirino nel 1953.

## Imputati
Nel complesso, la Commissione gestì il procedimento giudiziario nei confronti di oltre 169 imputati, di cui 133 giudicati colpevoli, 25 condannati a morte e 16 all'ergastolo.
- Il generale Tomoyuki Yamashita, comandante delle forze giapponesi durante l'invasione della Malesia e la battaglia di Singapore, soprannominato "la tigre della Malesia". Yamashita comandò la difesa delle Filippine dall'avanzata delle forze alleate. Durante il processo furono presentate delle prove contrastanti sul fatto che Yamashita avesse implicitamente commissionato i crimini di guerra e se fosse stato a conoscenza dei crimini commessi. La corte alla fine dichiarò Yamashita colpevole e fu giustiziato nel 1946.
- Il tenente generale Masaharu Honma, comandante della 14ª armata che invase le Filippine. Le forze sotto il suo comando perpetrarono la marcia della morte di Bataan. Honma in seguito divenne il primo governatore militare giapponese delle Filippine. Fu condannato a morte e giustiziato mediante fucilazione nel 1946.
- Il tenente generale Shizuo Yokoyama, comandante generale del "Gruppo Shimbu" che in seguito divenne la Quarantunesima Armata, responsabile della difesa di Manila e di Luzon durante la battaglia di Luzon. Fu condannato a morte, graziato dal presidente filippino Elpidio Quirino e rilasciato nel 1953. Morì nel 1961.[1]
- Il tenente generale Akira Muto, capo di stato maggiore della 14ª armata giapponese del generale Tomoyuki Yamashita. Fu estradato a Tokyo per affrontare il Tribunale militare internazionale per l'Estremo Oriente e fu accusato di essere responsabile della tortura e dell'esecuzione dei civili filippini e dei guerriglieri anti-giapponesi. Fu giustiziato nel 1948.
- Il tenente generale Hong Sa-ik, processato con il suo nome in giapponese "Shiyoku Kou". Comandò i campi giapponesi dei prigionieri di guerra alleati (principalmente statunitensi e filippini) nelle Filippine, campi dove molte delle guardie del campo erano di etnia coreana. Hong fu ritenuto responsabile delle atrocità commesse dalle guardie carcerarie dell'esercito imperiale giapponese contro i prigionieri di guerra alleati nelle Filippine e giustiziato nel 1946. Fu il coreano più alto in grado ad essere accusato di crimini di guerra relativi alla condotta dell'Impero del Giappone.
- Il tenente generale Shigenori Kuroda, governatore generale giapponese dal 28 maggio 1943 al 26 settembre 1944, al quale furono attribuite più di 2.400 morti ed esecuzioni civili. Fu condannato all'ergastolo, graziato dal presidente Quirino e rilasciato nel 1952. Morì nello stesso anno.[1]
- Il tenente generale Takaji Wachi, capo di stato maggiore della 14ª armata giapponese del generale Masaharu Honma. Successivamente divenne vice capo di stato maggiore dell'esercito di spedizione del sud e successivamente capo di stato maggiore della 35ª armata che partecipò alla battaglia di Leyte. Fu condannato dal tribunale militare di Yokohama per i crimini di guerra commessi nelle Filippine a sei anni di lavori forzati nel carcere di Sugamo. Fu rilasciato nel 1950, morì nel 1978.
- Il tenente generale Takeshi Kono fu accusato e condannato per la morte di circa 25.000-30.000 civili filippini sull'isola di Panay nel 1943-45. Fu giustiziato nel 1947.[15]
- Il tenente generale Hikotaro Tajima fu accusato e condannato per aver ordinato la morte di 3 piloti della marina americana catturati nel maggio 1944. Fu giustiziato nel 1946.[16]
- Il maggiore generale Masatoshi Fujishige fu accusato e condannato per la morte di 25.000 civili filippini nella provincia di Batangas nel 1945. Fu giustiziato nel 1946.[17][18]
- Il maggiore generale Yoshitaka Kawane, ufficiale capo dei trasporti della 14ª armata giapponese del generale Masaharu Honma, fu accusato e condannato per la morte di 10.000 prigionieri di guerra statunitensi e filippini nella marcia della morte di Bataan, per la morte di 25.000 prigionieri di guerra filippini e di 1.548 prigionieri di guerra statunitensi nel campo O'Donnell nel 1942. Fu estradato in Giappone, processato e condannato nei processi per crimini di guerra di Yokohama. Fu giustiziato nel 1949, insieme al colonnello Kurataro Hirano.[19]